# Posttrombotisch syndroom
Een belangrijke langetermijncomplicatie van een diepe veneuze trombose van het been is het posttrombotische syndroom (PTS). Dit syndroom ontstaat zonder preventieve maatregelen in ongeveer 30-50 procent van de patiënten. Dit syndroom wordt gedefinieerd als een complex van klachten volgend op een diepe veneuze trombose, waarbij veneuze reflux en belemmerde veneuze afvloed centraal staan.

## Symptomen
De symptomen zijn: zwelling, persisterende pijn of een zwaar gevoel in het been. Ook treedt atrofie en verkleuring van de huid op, soms ulceratie tot gevolg.

## Preventie
De kans op het ontwikkelen van een post-trombotisch syndroom wordt gereduceerd door het dragen van een therapeutische elastische kous gedurende ten minste twee jaar.